# Amphicoma magdalenae
Amphicoma magdalenae är en skalbaggsart som beskrevs av Nikodym 2007. Amphicoma magdalenae ingår i släktet Amphicoma och familjen Glaphyridae. Inga underarter finns listade i Catalogue of Life.